# Plagodis costisignata
Plagodis costisignata là một loài bướm đêm trong họ Geometridae.